# Бонево (Куявсько-Поморське воєводство)
Бонево (пол. Boniewo, нім. Boningen) — село в Польщі, у гміні Бонево Влоцлавського повіту Куявсько-Поморського воєводства.
Населення — 491 особа (2011).
У 1975-1998 роках село належало до Влоцлавського воєводства.

## Демографія
Демографічна структура станом на 31 березня 2011 року:
|          | Загалом | Допрацездатний вік | Працездатний вік | Постпрацездатний вік |
| -------- | ------- | ------------------ | ---------------- | -------------------- |
| Чоловіки | 230     | 52                 | 158              | 20                   |
| Жінки    | 261     | 55                 | 147              | 59                   |
| Разом    | 491     | 107                | 305              | 79                   |